# Bataille d'Ad-Dawrah
Guerre du Golfe
Batailles
- Bataille des ponts
- Prise du palais Dasman
- Bataille de l'île de Failaka
- Vol British Airways 149

- Opération Bouclier du désert
- Opération Artimon
- Busiris
- Salamandre
- Tempête du désert
- Daguet
- Bataille d'Ad-Dawrah
- Bataille de Khafji
- Bataille au large de Bubiyan
- Bataille de Hafar Al-Batin
- Highway of Death
- Bataille de 73 Easting
- Medina Ridge
- Aérodrome de Jalibah
- Bataille de Norfolk

- Aérodrome de Safwan
- Bataille de Rumaila

La bataille d'Ad-Dawrah est un engagement naval livré dans la nuit du 18 au 19 janvier 1991 pendant la guerre du Golfe. Les forces de la Coalition (en) prennent le contrôle de deux plateformes pétrolières irakiennes au large du Koweït. Vingt-neuf soldats irakiens sont capturés. Il s'agit du premier engagement en surface depuis le début de l'intervention des forces de la Coalition.

## Contexte historique
À l'aube le 18 janvier, les avions de la coalition lancent une campagne de bombardements grande envergure contre les forces irakiennes en vue de préparer l'offensive au sol, l'opération Tempête du désert. Nombre de ces aéronefs décollent à partir des porte-avions et des navires d'assaut amphibies coalisés déployés dans le golfe Persique. Alors que les avions survolent deux plateformes pétrolières au large du Koweït, ils sont pris à partie par des tirs de missiles sol-air. Les Américains soupçonnent que les Irakiens utilisent la plateforme comme avant poste d'observation des mouvements aériens de la Coalition.

## L'engagement aérien
Peu de temps après, dans la nuit du 18 au 19 janvier, des hélicoptères américains Bell OH-58 Kiowa et Westland Lynx britanniques attaquent avec des missiles air-sol les deux plateformes situées hors de portée des navires coalisés. Six soldats irakiens tentent alors de s'enfuir par canot pneumatique mais celui-ci est neutralisé par le navire d'attaque rapide Istiqlal de la marine koweïtienne. Les six soldats sont capturés par les coalisés, les hélicoptères américains se retirent par la suite en raison des tirs ennemis, laissant les plateformes en feu.

## L'engagement naval et débarquement des SEAL
Pendant ce temps, l’USS Nicholas (en) sous la couverture de l'obscurité et du silence radio fait cap sur les plateformes. Une fois arrivé à portée, le navire fait usage de son canon de 76 mm et bombarde les positions irakiennes pendant une heure, tandis que les forces irakiennes tentent en vain de l'endommager à l'aide de missiles antinavire Silkworm.
Après le bombardement, les Américains font débarquer une équipe de SEAL sur les plateformes, qui parvient à capturer 23 soldats irakiens supplémentaires.

## Conséquences
La prise de ces plateformes permit de sécuriser un important site de missiles sol-air qui représentait une menace pour les aéronefs coalisés. Grâce à l'ouverture de ce corridor, les avions américains sont en mesure de voler jusqu'au territoire irakien. Les Irakiens sont également dès lors dans l'incapacité de suivre les mouvements des navires coalisés, portant un coup décisif aux services de renseignement irakiens.